# La Barraca (grupo de teatro)

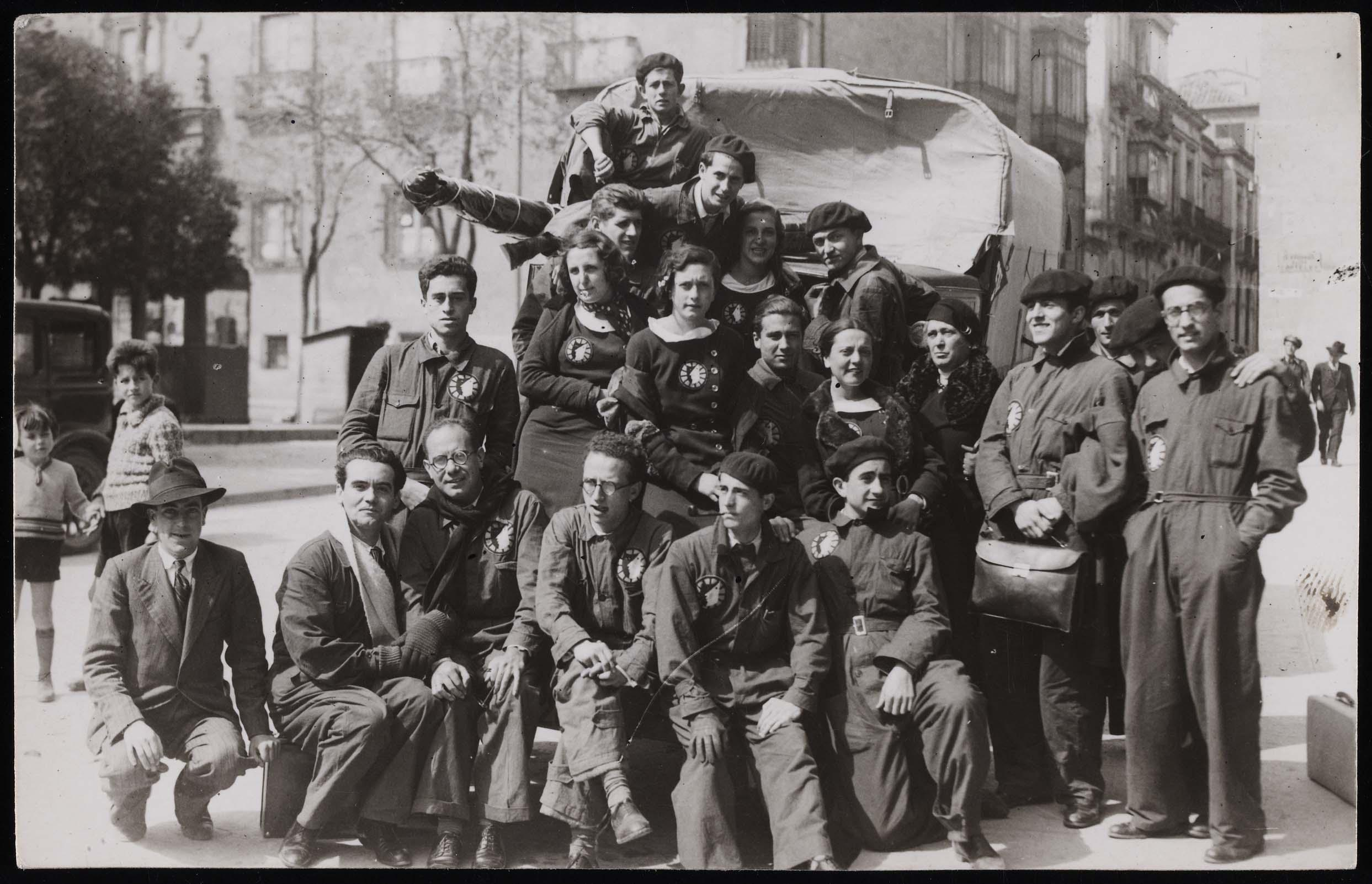
Componentes de La Barraca.

La Barraca fue un grupo de teatro universitario español de carácter ambulante y orientación popular, coordinado y dirigido por Eduardo Ugarte y Federico García Lorca. Creada en 1931 con ayuda gubernamental, al comienzo de la Segunda República, y puesta en marcha en el verano de 1932, La Barraca tenía como objetivo llevar el teatro clásico español a zonas con poca actividad cultural de la península ibérica. Se desarrolló de modo complementario con el Teatro del pueblo, dirigido por Alejandro Casona, dentro del proyecto de las Misiones Pedagógicas creadas por Manuel Bartolomé Cossío, a partir de las misiones ambulantes diseñadas por Giner de los Ríos.

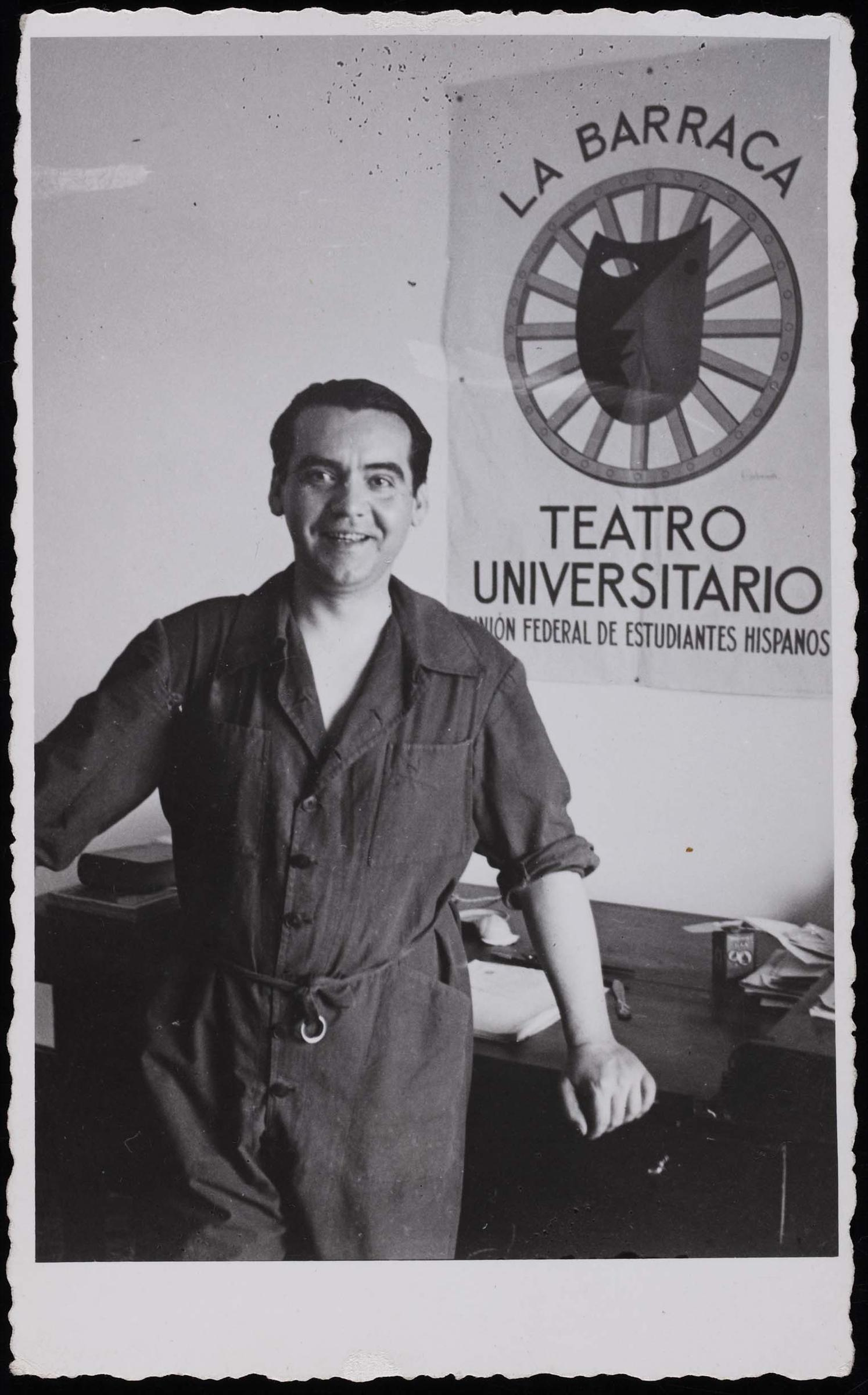
Lorca con un cartel de La Barraca.

## Historia
La presentación oficial del proyecto tuvo lugar en el paraninfo de la Universidad Central (Madrid), pocos días antes de la Navidad de 1931. Fue esencial el compromiso, como ministro de Instrucción Pública, de Fernando de los Ríos, amigo de Lorca, para conseguir financiación o -tal y como lo expresó Indalecio Prieto, ministro de Hacienda, de manera despectiva- "el dinero para sus títeres".
"La Barraca", a partir del diseño original de Federico García Lorca, estaba coordinada y administrada por un comité formado por cuatro estudiantes de Filosofía y Letras en colaboración con otros cuatro de Arquitectura, para el entramado técnico, y algunos pintores y artistas de vanguardia. La dirección artística (selección de actores entre los estudiantes) era responsabilidad de Federico y Ugarte. Todos ellos prestaban sus servicios voluntaria y gratuitamente.

### Elenco
Directores
- Federico García Lorca
- Eduardo Ugarte
- Manuel Altolaguirre (periodo Guerra Civil)
- Miguel Hernández (periodo Guerra Civil)

Escenógrafos y figurinistas
- Norah Borges
- José Caballero
- Ramón Gaya
- Eduardo Ródenas
- Santiago Ontañón
- Manuel Ángeles Ortiz
- Benjamín Palencia
- Alfonso Ponce de León
- Alberto Sánchez Pérez
- Carlos Gallegos García-Pelayo

Principales actores
- Pilar Aguado Rodríguez
- Germán Bleiberg
- Rafael Calvo Revilla
- María del Carmen García Lasgoity
- Isabel García Lorca
- Emilio Garrigues
- Jacinto Higueras Cátedra
- Modesto Higueras Cátedra
- Diego Marín
- Juan Antonio Morales
- Arturo Sáenz de la Calzada
- Luis Sáenz de la Calzada
- Luis Felipe Vivanco
- Álvaro Custodio

Todos los componentes masculinos de la compañía disponían de un mono azul y las mujeres un vestido azul con cuello blanco. El equipo técnico se transportaba en camiones proporcionados por el Departamento de Instrucción Pública, y las tareas de cargar, descargar, montar y desmontar escenarios la realizaban los propios actores.

## Repertorio

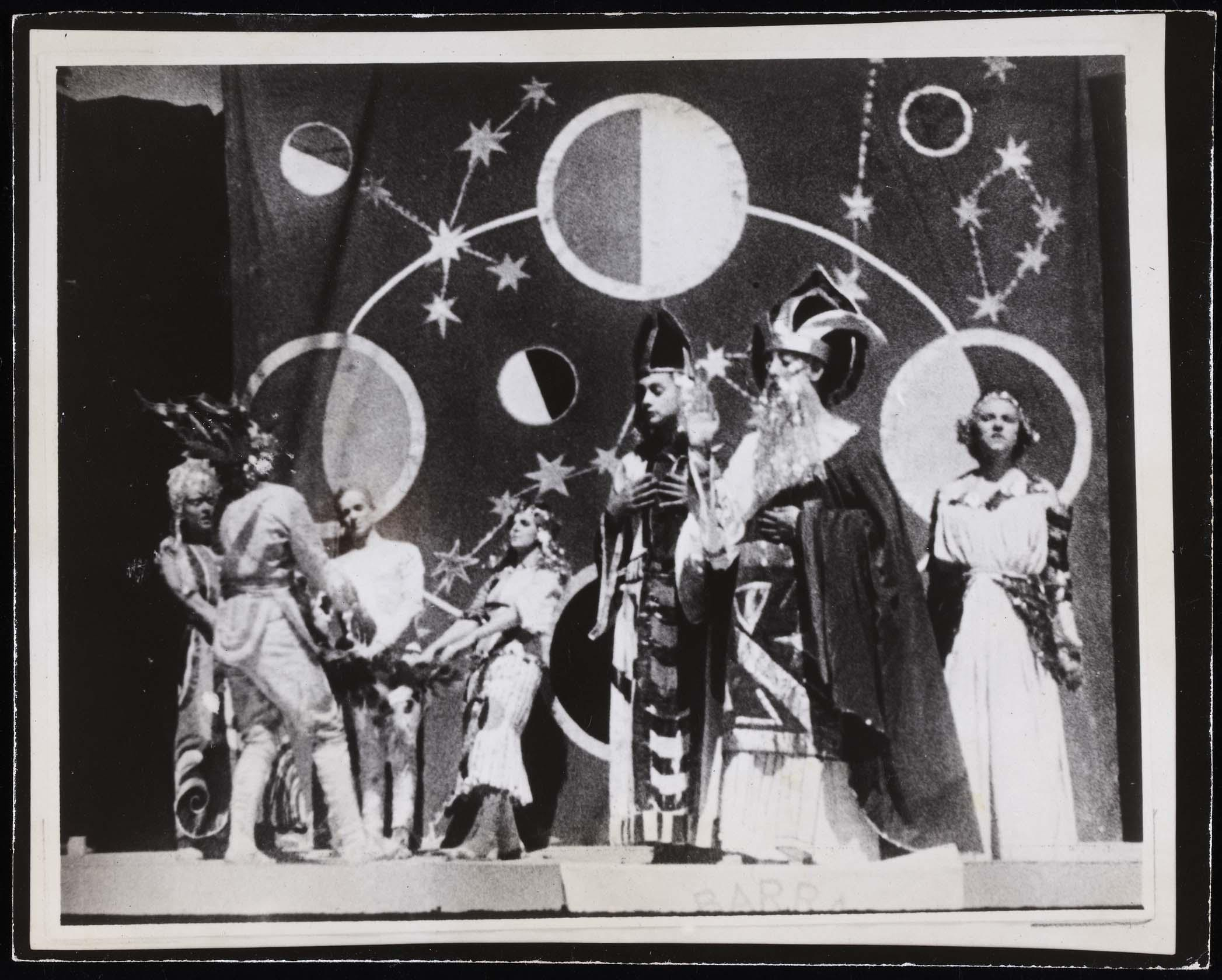
Escena de La vida es sueño representada por La Barraca.

Desde su creación hasta el cese de sus actividades, con el comienzo de la guerra civil española, se representaron un total de 13 obras de teatro en 74 localidades.
- Entremeses ("El país de Jauja") de Lope de Rueda y la Égloga de Plácida y Victoriano, de Juan del Enzina.
- El retablo de las Maravillas y entremeses como La guarda cuidadosa y La cueva de Salamanca, de Miguel de Cervantes.
- La vida es sueño y El gran teatro del mundo, autos de Calderón de la Barca.
- Fuenteovejuna, La dama boba y El caballero de Olmedo, de Lope de Vega.
- El Burlador de Sevilla, Tirso de Molina.

- Además de la Fiesta del Romance (con páginas de Antonio Machado y Lope), y una sola obra moderna: Historia del soldado de Ramuz, con música de Stravinski.

## Ruta seguida

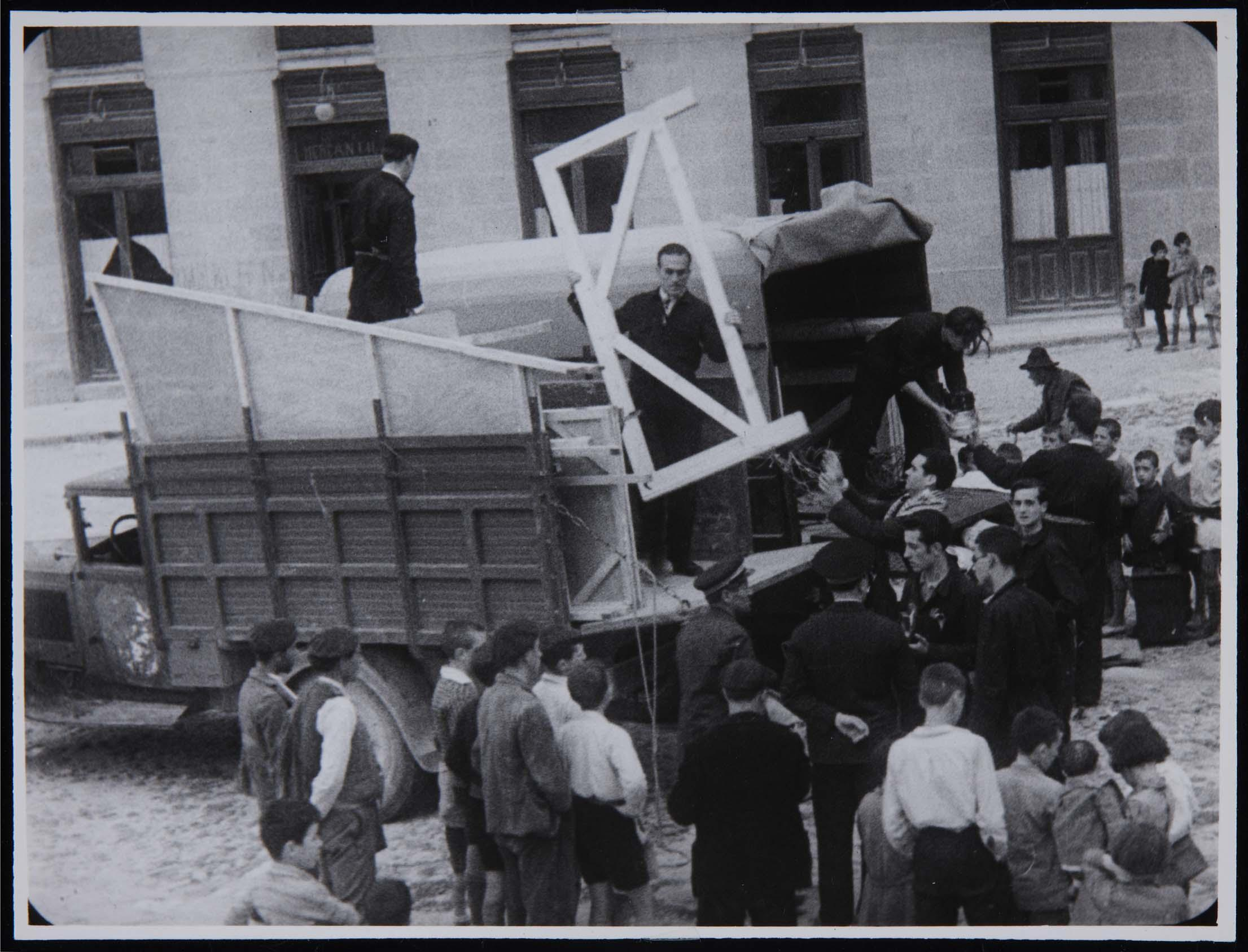
Descargando los camiones.

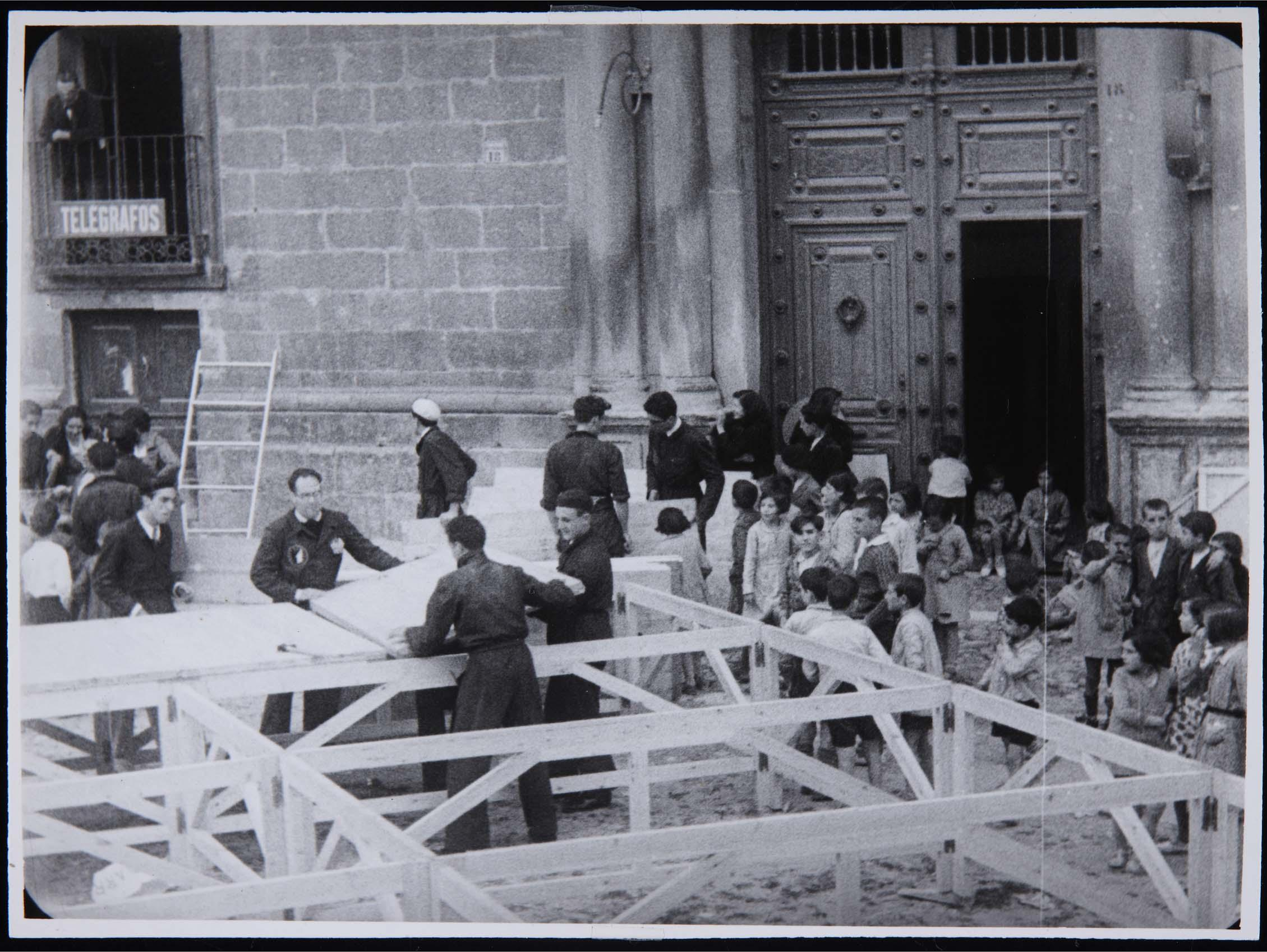
Montando el escenario en Almazán, Soria.

## Pedagogía y propaganda.
La Barraca se echó a los caminos el 10 de julio de 1932. El objetivo de aquella primera gira eran las altas y olvidadas tierras sorianas. Sus entusiasmados componentes no podían imaginar hasta qué punto su trabajo iba a ser criticado "como instrumento de propaganda" del Gobierno de la Segunda República. Y muy pronto, las críticas se convirtieron en sabotajes organizados por grupos universitarios de ultraderecha, como el que reventó la función especial casi improvisada en el claustro a cielo abierto del Monasterio de San Juan de Duero, tras los problemas desencadenados por una complicada función, también improvisada a causa de la lluvia, en el Teatro Principal de la capital soriana.
Más allá de los objetivos pedagógicos de "La Barraca", resultaba inevitable que fuese un vehículo propagandístico, pero no hacia el pueblo, al que estaba destinada como escuela ambulante de teatro, sino ante la opinión pública internacional. La perspectiva histórica ha permitido desvelar que, efectivamente, "La Barraca" fue una de las mejores cartas de presentación de la Segunda República. Y, de alguna manera, es probable que lo siga siendo.
En la primavera de 1936 La Barraca realizó su última función en el Ateneo de Madrid, por petición expresa de Juana Capdevielle -bibliotecaria de la institución- al grupo de teatro ambulante, que representó El caballero de Olmedo de Lope de Vega.

## Telón y secuelas
Tras la sublevación militar que dio origen a la guerra civil española y el asesinato de Federico, "La Barraca" se paralizó y sus miembros se escindieron en dos bandos y se dispersaron, atendiendo labores más apremiantes. Miguel Hernández fue nombrado director en 1937 para reorganizar el proyecto, pero la desarbolada situación de la Segunda República en el conflicto hizo que se abandonase de nuevo.
Resulta paradójico, quizá, que algunas de las secuelas o ecos del espíritu de "La Barraca" se produjesen en el bando vencedor. José Caballero pondría en marcha más tarde su compañía de teatro "La Tarumba" (funcionando en Huelva durante la Guerra Civil). Otro proyecto con cierto aire barraquero fueron los montajes de autos sacramentales en las catedrales españolas después de la guerra, hechos por el actor y director Luis Escobar. Por su parte, Modesto Higueras Cátedra, actor de "La Barraca", se considera responsable de la puesta en marcha en 1939 del Teatro Nacional de las Organizaciones Juveniles, precedente del TEU, que a su vez sirvió de plataforma a algunos ejemplos del teatro independiente en España.
Entre los que combatieron en el bando republicano, fue quizá Álvaro Custodio el que desarrolló una carrera teatral más intensa y duradera. Durante su exilio en México formó una compañía, llamada primero Teatro Español de México y luego Teatro Clásico de México, que puso en escena entre 1953 y 1973 la obra de los clásicos con una intención didáctica similar a la de La Barraca, aunque con estructura y actores profesionales

## Homenajes y aniversarios

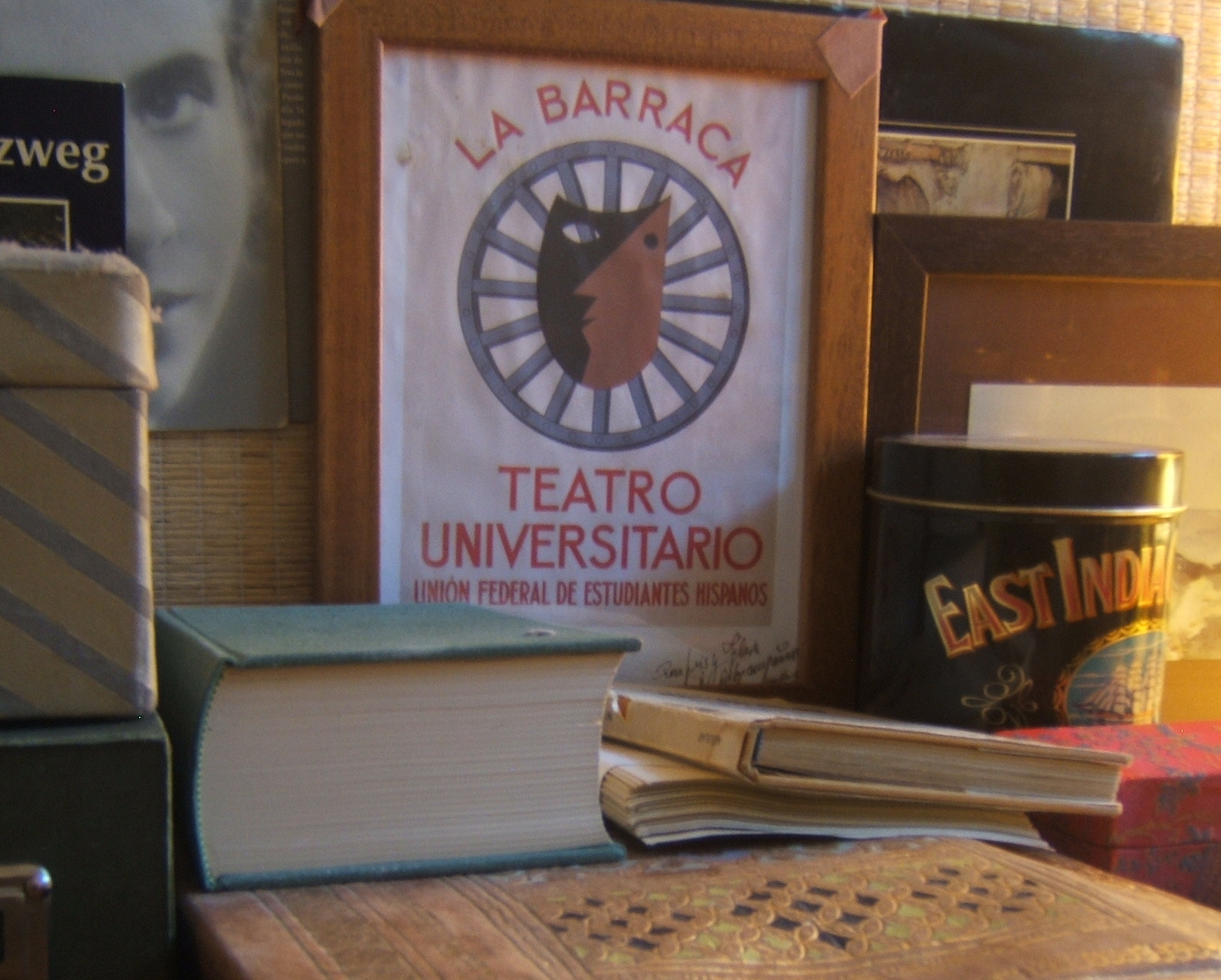
Copia del cartel de La Barraca, en la exposición Homenaje 75 Aniversario de "La Barraca".

El espíritu y la obra de La Barraca se han recuperado, ya a título didáctico, ya como referente histórico en diversos aniversarios y con diferentes protagonistas y entidades comprometidas. Entre las más interesantes iniciativas, por su continuidad, está la de Las huellas de La Barraca de Acción Cultural Española, creada en 2006 (con motivo del 75 aniversario del advenimiento de la Segunda República, que hizo posible la aparición de la compañía ambulante de Lorca y Ugarte), y dirigida por un clásico del teatro independiente español, el profesor, actor y dramaturgo César Oliva.
Otro interesante, aunque modesto homenaje lo constituye la Fundación La Barraca creada en Ciudad Guayana el 17 de julio de 1973 y ubicada en el Estado Bolívar (Venezuela).
El Aula de teatro de la Universidad Complutense, desde 2015 recupera el nombre de La Barraca.